# Volcán Colachi
Colachi es un estratovolcán en la Región de Antofagasta en el norte de Chile. Fue construido con paderes de ignimbrita. Un flujo de lava silícica de 7 km² se encuentra entre el Colachi y el Acamarachi.
Colachi es parte de una cadena de estratovolcanes que se extiende a lo largo del lado este del Salar de Atacama, de los cuales el más activo es el Láscar.